# Joseph Déchelette
Pour les articles homonymes, voir Déchelette.
Joseph Déchelette, né le 8 janvier 1862 à Roanne (Loire) et mort pour la France le 4 octobre 1914 à Nouvron-Vingré (Aisne), est un archéologue et conservateur de musée français, spécialiste de l'Âge du fer celtique et de la Gaule romaine. Il est parmi les premiers à avoir fait la relation entre la culture de La Tène et les Celtes. Il s'est aussi illustré comme précurseur de la céramologie antique. 

## Biographie

### Famille et jeunesse
Joseph Jean Marie Déchelette est le fils de Benoît Déchelette (1816-1888), industriel, propriétaire de la maison de tissage Déchelette-Despierres, vice-président de la Chambre de commerce de Roanne, et de Charlotte Despierres (1826-1909). Il est le frère cadet de Louis Déchelette (1848-1920), évêque d'Évreux de 1913 à 1920.
Joseph Déchelette fit ses études au collège de Saint-Chamond, tenu par les pères maristes, puis son service militaire à Saint-Étienne.
Il se marie le 2 mai 1905 à La Pacaudière avec Jane Bonnier (1860-1957).

### Carrière
Joseph Déchelette débuta sa vie active comme représentant de commerce de l'entreprise familiale. Toutefois, la passion de l'archéologie, à laquelle il avait été initié dès son adolescence par son oncle maternel Jacques-Gabriel Bulliot, figure éminente de la Société éduenne des lettres, sciences et arts, prit rapidement le dessus, bien qu'il continuât à travailler pour l'entreprise familiale jusqu'en 1899.
En 1884, il adhère à « La Diana », société archéologique et historique sise à Montbrison, qui a pour but de recenser et d'étudier les antiquités et les monuments de la région du Forez, au sud de Roanne. Il devient inspecteur pour le compte de la Société française d'archéologie. En 1899, Joseph Déchelette abandonne définitivement son travail dans l'entreprise de son père pour se consacrer exclusivement à l'archéologie celtique et romaine.

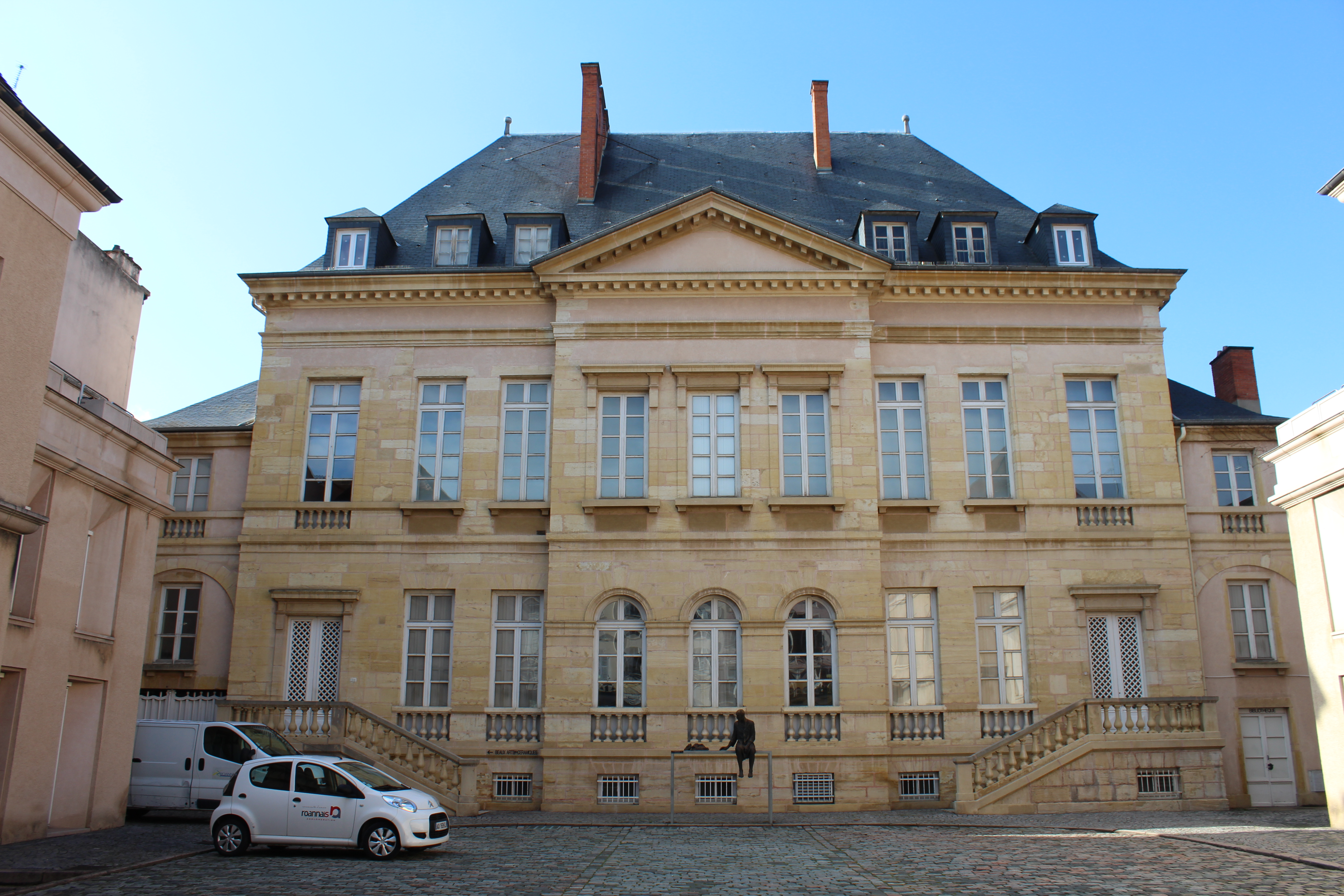
Musée des Beaux-Arts et d'Archéologie Joseph-Déchelette à Roanne.

De 1892 à 1914, il est conservateur du musée des beaux-arts et d'archéologie de Roanne. Ce musée municipal, fondé en 1844, n'était jusqu'alors qu'une accumulation d'objets hétéroclites de diverses périodes stockés dans les combles de l'hôtel de ville. Joseph Déchelette contribue à le transformer en un musée moderne où les œuvres sont documentées et comparées. Les collections sont enrichies par les apports issus des découvertes régionales, des destructions de bâtiments anciens, des dons de collectionneurs et des achats, parfois effectués sur ses propres deniers. À sa mort, Joseph Déchelette lègue à la ville de Roanne ses collections personnelles et sa bibliothèque, ainsi qu'un legs de 100 000 francs-or pour la réalisation d'un nouveau musée. Sa veuve offre à la ville de Roanne l'ancien hôtel particulier de François de Valence de Minardière (1764-1829), que Joseph Déchelette avait acheté en 1896, dont elle continue à occuper le rez-de-chaussée jusqu'à sa mort en 1957. Le nouveau musée y est installé en 1923 et est rebaptisé en son honneur Musée des Beaux-Arts et d'Archéologie Joseph-Déchelette.
Autres fonctions :
- Conservateur des antiquités et objets d'art du département de la Loire (de 1910 à 1914)
- Administrateur de la succursale de la Banque de France (de 1911 à 1914)

### Travaux archéologiques

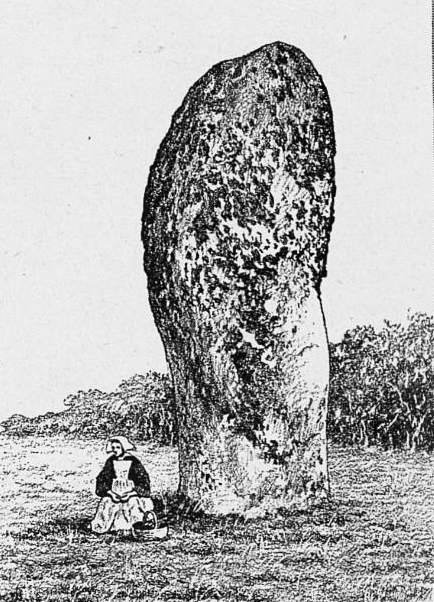
Le menhir géant de Kerdeff à Carnac, Morbihan
(Joseph Déchelette, vers 1908)

De février à avril 1893, Joseph Déchelette fait un voyage en Égypte, dont il revient chargé de la momie de Nesyamon, supposée morte à l'âge de quinze ans et qui, de son vivant, chantait à Thèbes pour le dieu Amon.
Joseph Déchelette est le premier à avoir mis en évidence une unité culturelle au nord des Alpes vers la fin de l'Âge du fer, en comparant les résultats des fouilles archéologiques de quatre oppidums : Bibracte au mont Beuvray, Manching en Bavière, Stradonice en Bohême, et Velem-Szent-Vid (hu) en Hongrie. Il crée l'expression « civilisation des oppida » qui définit aujourd'hui la période finale de la culture celtique sur le continent européen, dans une région allant du sud de l'Angleterre jusqu'à l'Europe centrale.
Déchelette n'est pas le découvreur de la Graufesenque (à Millau, Aveyron) ni le premier à publier sur ce site gallo-romain du Ier siècle. Mais il est celui qui signe en 1903 l'« acte de naissance » académique du site, le faisant découvrir pour ce qu'il est : une « fabrique rutène dont l'importance [...] n'était égalée par aucun autre centre de fabrication de la Gaule, ni même de l'empire romain, au Ier siècle ».
Dans son ouvrage consacré aux vases ornés de la Gaule (1904), il réalise une compilation des découvertes de céramiques antiques où l'analyse s'attache tant au décor qu'à la forme, et propose une typologie qui demeure toujours utilisée aujourd'hui. Entre 1906 et 1914, il rédige un Manuel d'archéologie préhistorique celtique et gallo-romaine, en plusieurs volumes, première synthèse de l'archéologie en Gaule et ouvrage d'une rare précision et concision. Cet ouvrage contient des idées nouvelles et a contribué à fonder l'archéologie moderne en France.
Joseph Déchelette visite également la grotte d'Altamira, en Espagne, qu'il baptise en 1908 du surnom de « Chapelle Sixtine de l'art quaternaire ». L'expression est reprise par Henri Breuil, cette fois-ci pour surnommer la grotte de Lascaux « Chapelle Sixtine du Périgordien », exprimant un lien direct avec les dires du « regretté Joseph Déchelette ».

### Décès
En 1914, au déclenchement de la Première Guerre mondiale, rappelé au 104e régiment d'infanterie territoriale, Joseph Déchelette demande, malgré son âge avancé, une affectation sur le front pour combler les vides laissés par la bataille de la Marne. Capitaine au 298e régiment d'infanterie, il est tué au front deux mois après le début des hostilités, le 4 octobre 1914. Il repose aujourd'hui dans la nécropole nationale du Bois-Roger, à Ambleny, et son nom est inscrit au Panthéon, parmi les 560 écrivains morts pour la France.

## Organismes et associations
- Membre de la Société éduenne des lettres, sciences et arts (1880)
- Membre du conseil d'administration de La Diana (1892)
- Correspondant de la Société des antiquaires de France (1893)
- Correspondant du ministère de l'Instruction publique et des Beaux-Arts (1902)
- Correspondant du Comité des travaux historiques et scientifiques (de 1901 à 1914)
- Correspondant de la Commission des monuments préhistoriques (28 mai 1909)
- Inspecteur divisionnaire de la Société française d'archéologie (de 1910 à 1914)
- Membre correspondant de l'Académie des inscriptions et belles-lettres (22 décembre 1911)
- Membre correspondant de la Société d'émulation du Jura (de 1913 à 1914)
- Membre de la Société préhistorique française (où il côtoie Léon Coutil)
- Membre étranger de :
  - Institut archéologique allemand (Deutsches Archäologisches Institut) (1907)
  - Académie royale espagnole (Real Academia Española) (1910)
  - Académie royale suédoise des belles-lettres, d'histoire et des antiquités (Kungliga Vitterhets Historie och Antikvitets Akademien) (1911)
  - Société finlandaise de numismatique

## Prix et distinctions
Les décorations, prix, distinctions, et autres titres sont mentionnés sur les sites de l'Institut national d'histoire de l'art et du Comité des travaux historiques et scientifiques, sauf mention supplémentaire,.

### Décorations françaises
- Officier d'académie (5 janvier 1896)
- Officier de l'Instruction publique (2 avril 1909)
- Chevalier de la Légion d'honneur (2 avril 1912)

### Prix
- 1905 : 1re médaille au concours des antiquités de l'Académie des inscriptions et belles-lettres pour Les Vases céramiques ornés de la Gaule romaine (1905)
- 1915 : Prix Lambert de l'Académie française[14],[15]
- 1917 : Prix Logerot de la Société de géographie (à titre posthume)
- 2016 : Prix Européen d'Archéologie Joseph Déchelette. Créé par l'association Joseph Déchelette, fondée en 2010 à l’initiative du neveu Édouard Déchelette. Le prix bi-annuel promeut depuis 2016 la recherche doctorale d’un jeune archéologue. Il comprend une dotation de 10.000 € ainsi que des séjours d'étude offerts dont un par le Musée Déchelette de la ville de Roanne[réf. nécessaire].

### Titre
- Docteur honoris causa de l'université de Fribourg-en-Brisgau (28 octobre 1911)

## Hommages
À Roanne, le Musée des Beaux-Arts et d'Archéologie Joseph-Déchelette honore la mémoire de l'archéologue natif de la ville.
À Autun (Saône-et-Loire), ville siège de la Société éduenne et proche de Bibracte, une voie est baptisée rue Déchelette en 1965.
Le Prix européen d'archéologie Joseph Déchelette est nommé en son honneur.

## Publications
- Joseph Déchelette, Inscriptions campanaires de l'arrondissement de Roanne, impr. Éleuthère Brassart, 1893, 45 p. (lire en ligne).
- Joseph Déchelette, Éleuthère Brassart, Charles Beauverie, abbé Reure et Gabriel Trévoux, Les Peintures murales du Moyen Âge et de la Renaissance en Forez, Montbrison, impr. Éleuthère Brassart, 1900, 67 p. (présentation en ligne).
- Joseph Déchelette, Le Hradischt de Stradonic en Bohême et les Fouilles de Bibracte, étude d'archéologie comparée, Mâcon, impr. Protat frères, 1901.
- Joseph Déchelette, Les Fouilles du mont Beuvray de 1897 à 1901, compte-rendu suivi de l'inventaire général des monnaies recueillies au Beuvray et du Hradischt de Stradonic en Bohême, étude d'archéologie comparée, Paris, Alphonse Picard et fils, 1904 (lire en ligne).
- Joseph Déchelette, Les vases céramiques ornés de la Gaule romaine (Narbonnaise, Aquitaine et Lyonnaise), vol. 1, Paris, A. Picard & Fils, 1904, 308 p. (lire en ligne) ; et vol. 2, 380 p.
- Joseph Déchelette, Manuel d'archéologie préhistorique, celtique et gallo-romaine , vol. 1 : Archéologie préhistorique (2 volumes en 4 tomes + 2 tomes d'appendices, plusieurs rééditions), Paris, éd. Alphonse Picard et fils, 1908, 747 p. (lire en ligne)  ;
  - Joseph Déchelette, Manuel d'archéologie préhistorique, celtique et gallo-romaine, vol. 2 : Archéologie celtique ou protohistorique, 1re partie : Âge du Bronze, Paris, éd. Alphonse Picard et fils, 1913, 512 p. (lire en ligne)
  - Joseph Déchelette, Manuel d'archéologie préhistorique, celtique et gallo-romaine, vol. 2 : Archéologie celtique ou protohistorique, 2e partie : Premier âge du Fer ou époque de Hallstadt, Paris, éd. Alphonse Picard et fils, 1913, (514-910 + pl.) 512 (lire en ligne)
  - Joseph Déchelette, Manuel d'archéologie préhistorique, celtique et gallo-romaine, vol. 2 : Archéologie celtique ou protohistorique, 3e partie : Second âge du Fer ou époque de la Tène, Paris, éd. Alphonse Picard et fils, 1914, (911-1692 + pl.) 799 (lire en ligne)
- Joseph Déchelette, Alexandre Parat, Dr Brulard, Pierre Bouillerot et Clément Drioton, La Collection Millon, antiquités préhistoriques et gallo-romaines, Paris, libr. Paul Geuthner, 1913 (lire en ligne).